# Округ Вилијамсон (Илиноис)
Округ Вилијамсон (енгл. Williamson County) је округ у америчкој савезној држави Илиноис.

## Демографија
По попису из 2010. године број становника је 66.357, што је 5.061 (8,3%) становника више него 2000. године.
| Група             | 2000.          | 2010.          |
| Белци             | 58.006 (94,6%) | 60.719 (91,5%) |
| Афроамериканци    | 1.527 (2,5%)   | 2.540 (3,8%)   |
| Азијати           | 308 (0,5%)     | 561 (0,8%)     |
| Хиспаноамериканци | 763 (1,2%)     | 1.301 (2,0%)   |
| Укупно            | 61.296         | 66.357         |